# Яунушанс, Алфредс
Алфредc Я́унушанс (Яуншан) (латыш. Alfrēds Jaunušāns; 1919—2008) — советский, латышский актёр, театральный режиссёр, театральный педагог. Народный артист СССР (1973).

## Биография
Алфредc Яунушанс родился 24 марта 1919 года в Риге, в семье железнодорожника Игнатия Яунушанса.
Окончил 1-ю Рижскую гимназию. Ещё во время учёбы стал посещать объединённый театральный кружок 1-й и 3-й рижских школ и даже ставил там пьесы. Некоторое время посещал Латвийские драматические курсы. В 1938—1941 годах учился в Латвийском университете на историческом и филологическом факультетах. В начале войны был мобилизован в Красную армию. В 1944—1945 годах учился на курсах финансовых работников и работал в Наркомате финансов Латвийской ССР.
В 1945—1948 годах учился в драматической студии Театра драмы Латвийской ССР (с 1988 — Латвийский Национальный театр) (Рига), с 1947 года — актёр этого театра. С 1955 года занимался режиссурой.
В 1963 году окончил Высшие режиссёрские курсы при ГИТИСе в Москве. По возвращении в театр в 1963 году — актёр, режиссёр, с 1966 — художественный руководитель и главный режиссёр, с 1987 — режиссёр.
С 1955 года снимался на Рижской киностудии.
С 1954 года преподавал на театральном факультете Латвийской консерватории (ныне Латвийская музыкальная академия имени Язепа Витола, руководил актёрской мастерской. Среди его учеников: Айна Яунземе, Улдис Думпис, Рихард Рудакс, Ласма Кугрена, Волдемарс Шориньш, Гунта Виркава, Ивета Брауна.
Член КПСС с 1965 года.
Его творчеству посвящены сюжеты в киножурнале «Искусство» (1971 и 1979) и документальный фильм (1985).
Умер 24 июня 2008 года в Риге. Похоронен на Лесном кладбище.

## Звания и награды
- Заслуженный артист Латвийской ССР (1954)
- Народный артист Латвийской ССР (1965)
- Народный артист СССР (1973)
- Орден Октябрьской Революции (1976)
- Орден Трудового Красного Знамени (1956)
- Офицер ордена Трёх звёзд (1995)
- Театральная премия имени Екаба Дубура (1981)

## Творчество

### Актёр
Как актёр Яунушанс сыграл более 80 ролей.
- 1948 — «Бесприданница» А. Н. Островского — Карандышев
- 1955, 1965 — «Дни портных в Силмачах» Р. М. Блауманиса — Рудис
- 1957 — «Преступление и наказание» по Ф. М. Достоевскому — Мармеладов
- 1970 — «Генрих IV» У. Шекспира — Генрих IV
- 1976 — «Пиросмани, Пиросмани» В. Н. Коростылёва — Пиросмани
- 1990 — «Bezkaunīgajos večos» Anšlava Eglīša
- 1995 — «На Золотом озере» Э. Томпсона
- «Кукольный дом» Г. Ибсена — Крогстад
- «Лес» А. Н. Островского — Счастливцев
- «Вишнёвый сад» А. П. Чехова — Фирс
- «Дон Карлос» Ф. Шиллера — Дон Карлос
- «Просвет в тучах» А. Упита — поэт Вейденбаум
- «Солдатская шинель» А. П. Григулиса — Пульвермахер
- «Шальной барон Бундулс» по Е. Зейболту — барон Бундулс
- «Таланты и поклонники» А. Н. Островского
- «Неделя капитанов» Й. Ванделоо

### Режиссёрские работы
Как режиссёр работал не только в театре. Он вдохновил к режиссуре хореографа и танцевального педагога Улдиса Жагату, который ставил танцы для его спектакля в Театре драмы имени А.Упита «Aijā žūžu, bērns kā lācis». Впоследствии Яунушанс поставил вместе с Жагатой несколько концертных программ для руководимого им Государственного ансамбля танца Латвийской ССР «Дайле». В общей сложности Яунушанс поставил более 80 представлений, 20 лет был главным режиссёром Театра драмы имени А.Упита, свой последний спектакль поставил в возрасте 85 лет. 

#### Театра драмы Латвийской ССР им. А. Упита
- 1955 — «Семейное дело» Е. Лютовского
- 1956 — «Чудак» Н. Хикмета (совм. с К. Памше)
- 1957 — «Шут» М. Зивертса
- 1958 — «Филумена Мартурано» Э. де Филиппо
- 1959 — «Плот Медузы» Ж. Гривы
- 1960 — «Иркутская история» А. Н. Арбузова
- 1961 — «Проводы белых ночей» В. Ф. Пановой
- 1962 — «Мне тридцать лет» П. Петерсонса
- 1963 — «Мик и Дзилна» Г. Приеде
- 1963 — «Дом Бернарды Альбы» Г. Лорки
- 1964 — «Женщина — небо и ад» П. Мериме
- 1965 — «Свою пулю не слышишь» А. П. Григулиса
- 1968 — «Вей, ветерок!» Я. Райниса
- 1969 — «Трамвай «Желание»» Т. Уильямса
- 1971 — «Лилиом» Ф. Мольнара
- 1973 — «Лоренцаччо» А. де Мюссе
- 1977 — «Сладкоголосая птица юности» Т. Уильямса
- 1985 — «Огонь и ночь» А. де Мюссе
- 2004 — «Сенсация» Э. Вульфа

#### Государственный театр юного зрителя Латвийской ССР
- 1961 — «Принцесса Гундега и король Брусубарда» А. Бригадере

### Фильмография
- 1955 — Весенние заморозки — Коклапс
- 1956 — После шторма — Калашников
- 1956 — Причины и следствия (короткометражный) — Крустиньш
- 1958 — Чужая в посёлке — Стагис
- 1961 — Верба серая цветёт — директор театра
- 1968 — Времена землемеров — Кенцис
- 1976 — В тени меча — Патер
- 1991 — Индраны — эпизод